# Bremer voetbalkampioenschap 1919/20
In 1919/20 werd het 21ste en laatste Bremer voetbalkampioenschap gespeeld, dat georganiseerd werd door de Noord-Duitse voetbalbond. ABTS Bremen, de nieuwe naam voor Bremer SC 1891, dat gefuseerd was met enkele andere sportclubs werd kampioen en plaatste zich voor de Noord-Duitse eindronde. De club versloeg SC Victoria Hamburg en verloor dan van Arminia Hannover. 
De volgende seizoen testte de voetbalbond enkele formules uit en vanaf 1922 werd er van start gegaan met een nieuw kampioenschap voor de clubs uit Bremen, het kampioenschap van Wezer-Jade.

## 1. Klasse

### Groep A
| Plaats | Club               | Wed. | W | G | V | Saldo | Ptn   |
| ------ | ------------------ | ---- | - | - | - | ----- | ----- |
| 1.     | BV Sport 06 Bremen | 6    | 5 | 1 | 0 | 23:05 | 11:01 |
| 2.     | ABTS Bremen        | 6    | 5 | 0 | 1 | 35:05 | 10:02 |
| 3.     | FC Stern 07 Bremen | 6    |   |   |   | 12:14 | 06:06 |
| 4.     | Germania Bremen    | 6    |   |   |   | 10:13 | 06:06 |
| 5.     | Viktoria Bremen    | 6    |   |   |   | 05:24 | 04:08 |
| 6.     | Bremer TV          | 6    |   |   |   | 10:13 | 03:09 |
| 7.     | Eintracht Bremen   | 6    |   |   |   | 06:27 | 02:10 |

|  | Geplaatst voor eindronde |

### Groep B
| Plaats | Club                 | Wed. | W | G | V | Saldo | Ptn   |
| ------ | -------------------- | ---- | - | - | - | ----- | ----- |
| 1.     | FV Werder Bremen     | 6    |   |   |   | 25:09 | 09:03 |
| 2.     | Bremer SV            | 6    |   |   |   | 13:11 | 08:04 |
| 3.     | FV Komet 1896 Bremen | 6    |   |   |   | 13:08 | 07:05 |
| 4.     | FC Lloyd Bremen      | 6    |   |   |   | 13:15 | 06:06 |
| 5.     | SV Woltmershausen    | 6    |   |   |   | 12:15 | 06:06 |
| 6.     | SuS Delmenhorst      | 6    |   |   |   | 11:18 | 05:07 |
| 7.     | SV Hemelingen        | 6    |   |   |   | 07:18 | 01:11 |

|  | Geplaatst voor eindronde |

### Eindronde
| Plaats | Club                 | Wed. | W | G | V | Saldo | Ptn   |
| ------ | -------------------- | ---- | - | - | - | ----- | ----- |
| 1.     | ABTS Bremen          | 5    | 3 | 1 | 1 | 14:04 | 07:03 |
| 2.     | FV Werder Bremen     | 5    | 3 | 1 | 1 | 10:04 | 07:03 |
| 3.     | Bremer SV            | 5    | 3 | 0 | 2 | 05:05 | 06:04 |
| 4.     | FC Stern 07 Bremen   | 5    | 2 | 0 | 3 | 06:13 | 04:06 |
| 5.     | Union Bremen         | 5    | 1 | 1 | 3 | 07:10 | 03:07 |
| 6.     | FV Komet 1896 Bremen | 5    | 1 | 1 | 3 | 07:13 | 03:07 |

|  | Kampioen, geplaatst voor Noord-Duitse eindronde |